# Obywatelska społeczność energetyczna
Obywatelska społeczność energetyczna – zdefiniowana w prawie UE - dyrektywie w sprawie wspólnych zasad rynku wewnętrznego energii elektrycznej 2019/944 (IEMD) - oznacza podmiot mający zdolność prawną który:
a) opiera się na dobrowolnym i otwartym uczestnictwie i która jest skutecznie kontrolowana przez członków lub udziałowców będących osobami fizycznymi, organami samorządowymi, w tym gminami, lub małymi przedsiębiorstwami;
b) ma za główny cel zapewnienie nie tyle zysków finansowych, co raczej środowiskowych, gospodarczych lub społecznych korzyści dla swoich członków lub udziałowców lub obszarów lokalnych, na których prowadzi ona działalność oraz
c) może zajmować się wytwarzaniem, w tym ze źródeł odnawialnych, dystrybucją, dostawami, zużywaniem, agregacją lub magazynowaniem energii, świadczeniem usług w zakresie efektywności energetycznej lub ładowania pojazdów elektrycznych lub świadczeniem innych usług energetycznych swoim członkom lub udziałowcom.
Kraje członkowskie UE miały dokonać transpozycji dyrektywy IEMD - w tym zapisów dotyczących OSE - do końca 2024 roku, jednak Polska nie dokonała jej pełnej transpozycji (stan na koniec 2024r.).